# Dominique Truchon
Pour les articles homonymes, voir Truchon.
 (février 2014).
Si vous disposez d'ouvrages ou d'articles de référence ou si vous connaissez des sites web de qualité traitant du thème abordé ici, merci de compléter l'article en donnant les références utiles à sa vérifiabilité et en les liant à la section « Notes et références ».
Dominique Truchon est un chef cuisinier québécois, né à La Malbaie en 1958. Il œuvre dans la région de Charlevoix.  

## Biographie
Né à La Malbaie en 1958, Dominique Truchon a commencé sa carrière au Manoir Charlevoix. De 1983 à 2010, il a dirigé la cuisine de l’Auberge des Peupliers située à Cap-à-l’Aigle, La Malbaie. En avril 2011, il devient propriétaire de son auberge, Le Bistro Auberge « Chez Truchon » sur la rue Richelieu à Pointe-au-Pic. Il en ouvrira les portes en mai.
Au cours de sa carrière, il a eu l’occasion de collaborer avec de grands chefs québécois dont Normand Laprise, Daniel Vézina et Jean Soulard pour n’en nommer que quelques-uns. 
Il est fréquemment invité à participer à des événements gastronomiques tels que Montréal en lumière, ainsi que lors d’événement gastronomique en Europe. 
Il fait partie des chefs instigateurs de la Route des saveurs de Charlevoix, permettant de rencontrer les producteurs des produits du terroir et ensuite d'apprécier les produits apprêtés dans différents établissements de restauration, dont l’Auberge des Peupliers.  
Le talent de Dominique Truchon a été reconnu en 2000 et en 2001 à titre de récipiendaire du Grand Prix du Tourisme « Gastronomie – développement de la restauration ».  
Par la suite, en 2003, il s’est vu remettre le prix Renaud-Cyr à titre de « Chef artisan ». Ce prix reconnaît annuellement un chef pour son savoir-faire dans l’utilisation des produits régionaux.